# Дяченко Дарія Григорівна
Да́рія Григо́рівна Дяче́нко, більш відома, як Даша Дяченко (нар. 2 квітня 1924, Кумарі — 2 квітня 1944, Тирасполь) — активна учасниця антифашистського підпільного руху на Миколаївщині. Герой Радянського Союзу (1958).

## Життєпис
Народилася 2 квітня 1924 року в селі Кумарі Врадіївського району Першомайської округи Одеської губернії УСРР (нині — Миколаївська область) в селянській родині. Українка.
До кінця 1939 року мешкала у селищі Врадіївка, де її батько працював головою виконкому Врадіївської районної ради. Наприкінці 1939 року батько — Григорій Дяченко — був відряджений до Західної України, де його обрали головою Пустомитівського райвиконкому Львівської області. На самому початку 1940 року він перевіз туди свою сім'ю. Друге півріччя 1939—1940 навчального року Даша навчалась у 8 класі однієї з шкіл Львова, а у 1940—1941 навчальному році — в 9 класі школи в Пустомитах.
З початком німецько-радянської війни разом з матір'ю евакуювалась до бабусі в село Новоандріївку Врадіївського району Одеської області (нині — Первомайського району Миколаївської області). Після окупації села німецькими і румунськими військами Даша зайняла активну позицію незгоди з їх діями, відкрито засуджувала «новий порядок», декрет про створення Трансністрії, накази та розпорядження нової влади. На початку 1942 року Даша Дяченко стає активною учасницею Врадіївського підпілля.
За радянських часів комуністична пропаганда зарахувала Дашу Дяченко до молодіжної підпільної організації «Партизанська іскра», що діяла в Кримці й навколишніх селах. У пострадянський час було аргументовано доказано відсутність зв'язку Д. Г. Дяченко з «іскрівцями». Член комітету організації І. П. Герасименко згодом згадував: «Дашу кинули в камеру після допиту. Це була худенька, вище середнього зросту, миловидна дівчина… Хоч ми до цього і не були знайомі вона, мабуть, інтуїтивно здогадалась, що перед нею один з однодумців. Вона підійшла до мене. Ми познайомились.»
1 березня 1943 року Даша Дяченко була заарештована за звинуваченням у підпільній діяльності. Спочатку перебувала у Голтянській в'язниці, де вона познайомилася з «іскрівцями», зокрема з Іваном Герасименком, сестрою Парфентія Гречаного Марією, Юхимом Ющенком, Сашою і Ніною Розумняк, Михайлом Скибою. Всі інші «іскрівці» були або вже розстріляні, або перебували в Тираспільській в'язниці. Пробувши в Голті близько двох тижнів, Даша була переведена до
Тирасполя, де відбувся суд. ЇЇ засудили до 25 років каторжного ув'язнення.
Товариші намагались визволити Дашу з в'язниці шляхом викупу. Для цього було зібрано кошти в сумі 6 тисяч марок. Ці гроші через надійну людину передали румунському солдату, який вартував ув'язнених. Проте цього солдата було заарештовано і розстріляно, Дашу перевели в концентраційний табір. Але це тривало недовго, вона захворіла на туберкульоз і її знову перемістили до в'язниці.
З наближенням радянських військ у Тираспільській в'язниці відбулась невдала спроба підняти повстання, внаслідок чого частині в'язнів вдалося втекти. А 2 квітня 1944 року Даша Дяченко була розстріляна в Тирасполі разом із іншими ув'язненими. Місце її поховання невідоме.

## Нагороди
Указом Президії Верховної Ради УРСР у 1955 році нагороджена медаллю «Партизанові Вітчизняної війни» 2-го ступеня (посмертно).
Указом Президії Верховної Ради СРСР від 1 липня 1958 року за героїзм, виявлений у боротьбі з німецько-фашистськими загарбниками в роки німецько-радянської війни, Дяченко Дарії Григорівні присвоєне звання Героя Радянського Союзу (посмертно).

## Пам'ять
У місті Пустомити (Львівська область) Даші Дяченко встановлено пам'ятник.
10 квітня 2010 року в Тирасполі відкрито пам'ятник Даші Дяченко. Його було виготовлено в Миколаєві, а згодом перевезено до молдавського міста.
У селі Кримка (Первомайський район, Миколаївська область) на обеліску, присвяченому учасникам «Партизанської іскри», викарбуване й прізвище Д. Г. Дяченко.
Ім'ям підпільниці названо вулиці у Пустомитах і Врадіївці.